# 猴场镇 (瓮安县)
猴场镇，是中华人民共和国贵州省黔南布依族苗族自治州瓮安县下辖的一个乡镇级行政单位。
2012年3月28日，贵州省人民政府批复同意瓮安县部分乡镇行政区划调整，新设立的猴场镇辖原猴场镇的八一村、金竹村、猴场村、河滨村、迎宾村和猴场社区，原松坪乡的坪场村、金龙井村、大金星村、清池村、马场坪村，原木老坪乡的天堂村，镇人民政府驻猴场村。
2013年6月24日，贵州省人民政府批复同意瓮安县部分乡镇行政区划调整，以原猴场镇、小河山乡地域为新设置的猴场镇行政区域，镇人民政府驻草塘社区。

## 行政区划
猴场镇下辖以下地区：
草塘社区、八一村、河滨村、迎宾村、猴场村、新华村、金竹村、大寨坪村、松坪场村、金龙井村、大金星村、青池村、马场坪村、大田坝村、大河村、石板坪村和天堂村。